# Dysstroma consolidata
Dysstroma consolidata là một loài bướm đêm trong họ Geometridae.